# Polomolok
Polomolok is een gemeente in de Filipijnse provincie South Cotabato op het eiland Mindanao. Bij de laatste census in 2007 had de gemeente ruim 131 duizend inwoners.

## Geografie

### Bestuurlijke indeling
Polomolok is onderverdeeld in de volgende 23 barangays:
| - Bentung - Cannery Site - Crossing Palkan - Glamang - Kinilis - Klinan - Koronadal Proper - Lam-Caliaf - Landan - Lapu - Lumakil - Magsaysay | - Maligo - Pagalungan - Palkan - Poblacion - Polo - Rubber - Silway 7 - Silway 8 - Sulit - Sumbakil - Upper Klinan |

## Demografie
Polomolok had bij de census van 2007 een inwoneraantal van 131.436 mensen. Dit zijn 20.727 mensen (18,7%) meer dan bij de vorige census van 2000. De gemiddelde jaarlijkse groei komt daarmee uit op 2,40%, hetgeen hoger is dan het landelijk jaarlijks gemiddelde over deze periode (2,04%). Vergeleken met de census van 1995 is het aantal mensen met 35.162 (36,5%) toegenomen.

De bevolkingsdichtheid van Polomolok was ten tijde van de laatste census, met 131.436 inwoners op 339,97 km², 283,2 mensen per km².